# Віїшоара (Васлуй)
Віїшоара (рум. Viișoara) — село у повіті Васлуй в Румунії. Адміністративний центр комуни Віїшоара.
Село розташоване на відстані 257 км на північний схід від Бухареста, 31 км на південний схід від Васлуя, 89 км на південь від Ясс, 106 км на північ від Галаца.

## Населення
За даними перепису населення 2002 року у селі проживали 1324 особи, з них 1323 особи (99,9%) румунів. Рідною мовою 1323 особи (99,9%) назвали румунську.